# Chi Rắn hoa cỏ
Chi Rắn hoa cỏ (danh pháp khoa học: Rhabdophis) là một chi trong họ Rắn nước (Colubridae), được tìm thấy chủ yếu tại Đông Nam Á.

## Các loài
26 loài được The Reptile Database công nhận
- Rhabdophis adleri
- Rhabdophis akraios, rắn hoa cỏ Singalang.
- Rhabdophis angeli, rắn hoa cỏ Angel, rắn hoa cỏ an-gen.
- Rhabdophis auriculata, rắn nước sọc trắng.
- Rhabdophis barbouri, rắn nước Barbour.
- Rhabdophis callichroma, rắn hoa cỏ Ba Vì.
- Rhabdophis callistus, rắn hoa cỏ Boettger.
- Rhabdophis chrysargoides, rắn hoa cỏ Günther.
- Rhabdophis chrysargos, rắn hoa cỏ vàng, rắn hoa cỏ bụng đốm.
- Rhabdophis conspicillatus, rắn hoa cỏ bụng đỏ.
- Rhabdophis guangdongensis, rắn hoa cỏ Quảng Đông.
- Rhabdophis himalayanus, rắn hoa cỏ cổ cam, rắn hoa cỏ Himalaya.
- Rhabdophis leonardi, rắn hoa cỏ Myanmar, rắn hoa cỏ Leonard.
- Rhabdophis lineatus,
- Rhabdophis murudensis, rắn hoa cỏ núi Murud.
- Rhabdophis nigrocinctus, rắn hoa cỏ đai, rắn hoa cỏ lục.
- Rhabdophis nuchalis, rắn hoa cỏ Hồ Bắc.
- Rhabdophis pentasupralabialis
- Rhabdophis spilogaster, rắn hoa cỏ Boie, rắn nước phương bắc
- Rhabdophis subminiatus, rắn hoa cỏ nhỏ, rắn hoa cỏ cổ đỏ
- Rhabdophis swinhonis, rắn cỏ Swinhoe, rắn hoa cỏ Đài Loan.
- Rhabdophis tigrinus, rắn hoa cỏ hổ, rắn cỏ Nhật, yamakagashi.
- Rhabdophis ceylonensis: Từng có thời xếp riêng trong chi Balanophis như là Balanophis ceylonensis.

Ba loài dưới đây cùng Pseudagkistrodon rudis từng có thời xếp trong chi Macropisthodon.
- Rhabdophis flaviceps (= Macropisthodon flaviceps).
- Rhabdophis plumbicolor (= Macropisthodon plumbicolor).
- Rhabdophis rhodomelas (= Macropisthodon rhodomelas).

## Độc tính
Thuật ngữ "rắn độc" được sử dụng ở một mức độ thiếu chính xác nhất định để chỉ một loạt loài rắn có nọc độc (nghĩa là các loài rắn tiết ra nọc độc, như nhiều loài rắn trong các họ Elapidae, Viperidae), nhưng thuật ngữ này là chính xác đối với một số loài rắn trong chi Rhabdophis (như R. subminiatus, R. tigrinus) do trên thực tế chúng đúng là rắn độc. Các loài rắn hoa cỏ này có các tuyến Nuchal tiết ra các chất độc mà chúng đã nuốt vào từ việc ăn thịt các loài cóc độc và được lưu giữ trong các tuyến Nuchal để sử dụng như là nọc độc của chúng khi phải phòng vệ. Trong khi cả nọc độc và chất độc đều là độc tố thì nọc độc được định nghĩa là độc tố phải có sự phân phát/hấp thụ trực tiếp, chẳng hạn như phân phát trực tiếp dưới da thông qua vết cắn của rắn có nọc độc, nhưng nọc độc này vẫn có thể nuốt vào mà không gây hại; còn chất độc là độc tố có thể gây hại thông qua hấp thụ không trực tiếp, như đụng chạm hay thông qua đường tiêu hóa.